# 巴拉耶沃
44°35′N 20°25′E / 44.583°N 20.417°E
巴拉耶沃（塞尔维亚语：／，發音：[bǎrajɛv̞ɔ]）是塞尔维亚首都贝尔格莱德的17个组成自治市之一，人口27,110（2011年）。該市的海拔為140米到364米不等。巴拉耶沃于1956年获得自治市的地位。